# 東益州
东益州，中国古代的州。       
- 北魏正始三年（507年）灭武兴国后，于其地设东益州，治所在武兴郡（今陕西略阳县）。辖境相当今陕西省略阳县一带。武兴（今陕西略阳）、白水（今四川广汉西北）、葭芦（今甘肃陇南市武都区东南）等地分布的氐人被称为东益州氐。以后，该部氐人和羌人一道，仍多次反魏。故北魏东益州氐指武兴氐。西魏废帝三年（554年）改为兴州。
- 南朝梁天监年间置东益州，治所在南晋寿郡（今四川彭州市西北三十里关口）。北周废，设九陇郡。